# Николај Студит
Пpеподобни Николај Студит (793.—868.) је хришћански светитељ, монах; игуман Студитског манастира (846—850 и 867—868).
Рођен је 793. године на Криту, у селу Кидонији. Као мали изучио је Свето Писмо. Касније одлази у Цариград у Студијски манастир, где је био његов ујак, свети Теофана Начертаног Теодору, а игуман манастира свети Теодор Студит. Тамо је живео са осталом децом у засебном дому, који се налазио ван манастирске ограде, и био подигнут за школу деци. Касније, се тамо замонашио и примио свештенички чин.
У време када је на византијски престо дошао цар Лав Јерменин и почео прогањати све који су стали у заштиту поштовања икона, стао је не њихову страну патријарх Никифора и свих архијереја и архимандрита, који су устали против иконоборачке јереси. Цар Лав их је све протерао на заточење у разне покрајине. Свети Теодор Студит и блажени Николај, послати су у околину Аполониадског језера, у град Мезопу у тамницу, где су провели годину дана.
Касније су протерани далеко на исток, у место Вониту. Тамо су били тешко мучени. 
Након смрти цара Лава Јерменина на престо византијског царства долази Михаило Травлос. Он је наредио да се пусте из тамница и врате из заточења сви који су на то били осуђени због вере. Тада су пуштени из заточења и блажени Николај са великим Теодором. У Халкидону су посетили патријарха Никифора који је био ту у заточењу. Заједно са патријархом дошли су у Цариград да предложе цару да прими православну веру. Али цар, није послушао њихов савет, само није бранио другима да се клањају светим иконама. Након тога су се настанили на острву Херонис. Тамо су служили при цркви светог мученика Трифуна. Тамо је велики Теодор умро. 
По смрти Светог Теодора, Николај поста игуманом студијским. Још за живота чинио чудеса силом благодати Божје. Тако: исцели од болести Евдокију, жену цара Василија, и Јелену, жену патрикија Мануила. Теофилу Мелисену, угледном племићу, коме се не држаху деца, благослови новорођену кћерку и прорече да ће живети и многоплодна бити, што се и зби на радост родитељима. На сам дан смрти призва монахе и упита их шта им недостаје. „Жита“ - одговорише монаси. Тада рече самртник: „Онај који је исхранио Израиља у пустињи, послаће и вама изобилно пшенице кроз три дана“. И заиста трећега дана доплови под манастир лађа пуна жита, послата од цара Василија.
После смрти цара Михаила, на престо је дођао његов син Теофило. Он је поново покренуо гоњење православних због поштовања светих икона. У току тих прогона пострадали су свети оци Теодор и Теофан Начертани. Блажени Николај, је бежечи од прогона ишао је од места до места сво до смрти цара Теофила иконоборца. Након њега на престо је дошла његова жена царица Теодора са сином Михаилом. И опет се зацари мир у Цркви Христовој, и вера засија, а патријарховао је у Цариграду свети Методије. У његово време Николај се враћа у Студитски манастир. Тамо је изабран за игумана, у време патријарха светог Игњатија. Пошто је три године био игуман, предао је игуманство блаженом Софронију, a сам се повукао на безмолвно место, и провођаше живот у ћутању. Након смрти игумана Софронија позвали су поново Николаја да буде игуман. 
Цар Мијало III, након сукоба са патријархом Игњатијем, затворио је у тамницу и блаженог Николаја. Након доласка на престо цар Василије I Македонац га је пустио из тамнице. 
Умро је 4. фебруара 868. године, у својој седамдесет и петој години.
Српска православна црква слави га 4. фебруара по црквеном, а 17. фебруара по грегоријанском календару.